# Guillaume le Conquérant (film)
Pour les articles homonymes, voir Guillaume le Conquérant (homonymie).
Pour plus de détails, voir Fiche technique et Distribution.
Guillaume le conquérant (roumain : Cucerirea Angliei) est un film franco-hélvetico-roumain de Gilles Grangier et Sergiu Nicolaescu sorti en 1982.

## Fiche technique
- Titre roumain : Cucerirea Angliei
- Réalisation : Gilles Grangier et Sergiu Nicolaescu
- Scénario : Serge de la Roche
- Dialogue : Serge de la Roche et Marcel Jullian
- Musique : Georges Garvarentz
- Pays :  France,  Suisse;  Roumanie
- Date de sortie : 3 novembre 1982 (France)
- Durée: France: 52 min (6 épisodes) / Roumanie: 148 min

## Distribution
- Hervé Bellon : Guillaume le Conquérant
- John Terry : Harold
- Mircea Albulescu
- Violeta Andrei
- Marga Barbu
- Geo Dobre
- Vladimir Gaitan
- Christiane Jean
- Mihaela Juvara
- George Mihaita
- Sergiu Nicolaescu
- Amza Pellea
- Emanoil Petrut
- Maria Pricope
- Marina Procopie
- Denis Savignat
- Enikő Szilágyi : Mathilde de Flandre
- Dorin Varga